# Nymphargus mariae
Espèce
Synonymes
- Centrolenella mariae Duellman & Toft, 1979
- Cochranella mariae (Duellman & Toft, 1979)
- Centrolene mariae (Duellman & Toft, 1979)
- Centrolenella puyoensis Flores & McDiarmid, 1989
- Centrolene puyoensis (Flores & McDiarmid, 1989)
- Nymphargus puyoensis (Flores & McDiarmid, 1989)

Statut de conservation UICN

 LC  : Préoccupation mineure
Nymphargus mariae est une espèce d'amphibiens de la famille des Centrolenidae.

## Répartition
Cette espèce se rencontre :
- au Pérou dans la région de Huánuco de 1 550 à 2 000 m d'altitude dans la Serranía de Sira ;
- en Équateur dans la province de Pastaza de 1 000 à 1 050 m d'altitude sur le versant amazonien de la cordillère Orientale.

## Taxinomie
Centrolenella puyoensis a été placée en synonymie avec Nymphargus mariae par Cisneros-Heredia er Guayasamin en 2014.

## Étymologie
Cette espèce est nommée en l'honneur de Maria Koepcke.

## Publication originale
- Duellman & Toft, 1979 : Anurans from Serranía de Sira, Amazonian Perú: Taxonomy and Biogeography. Herpetologica, vol. 35, no 1, p. 60-70.